# گوفرها و کلنل کیت
گوفرها و کلنل کیت (انگلیسی: Go Go Gophers) نام یک مجموعهٔ تلویزیونی کارتونی وسترن/کمدی آمریکایی است که از سال ۱۹۶۶ تا ۱۹۶۸ میلادی از شبکهٔ تلویزیونی سی‌بی‌اس پخش شد.
این مجموعه تلویزیونی، در سال‌های پیش از انقلاب، با دوبلهٔ فارسی از تلویزیون ملی ایران پخش شد.